# Rincón Hondo
Rincón Hondo è un comune (corregimiento) della Repubblica di Panama situato nel distretto di Pesé, provincia di Herrera. Si estende su una superficie di 29 km² e conta una popolazione di 1.416 abitanti (censimento 2010).